# Saulijev dvoličnik
Saulijev dvoličnik (znanstveno ime Dimorphocoris saulii) je vrsta stenice iz družine travniških stenic, razširjena le po grebenu Vremščice na slovenskem Krasu.
Tako samci kot samice imajo čokato telo z zakrnelimi krili, ki segajo kvečjemu do tretjega člena zadka, zaradi česar so izgubili sposobnost letenja. Saulijev dvoličnik živi na suhih kraških travnikih med 800 in 930 m n. v., aktiven je zgodaj poleti, med junijem in julijem, ko se razvijejo odrasli. Kot sorodniki se prehranjuje s travami.
Vrsto je na Vremščici prvič odkril tržaški entomolog Luciano Sauli, znanstveno pa jo je opisal nemški entomolog Eduard Wagner, ki jo je poimenoval po odkritelju. Kasneje se je izkazalo, da gre za endemit Vremščice in s tem Slovenije, ki ne živi nikjer drugje. Najbližje sorodne vrste živijo v sredozemskih polpuščavah na jugu Sredozemlja; v času otoplitev med pleistocenskimi poledenitvami, ko je bila Evropa toplejša in bolj suha kot danes, so taka okolja segala prek Balkana daleč v Srednjo Evropo, zaradi česar sklepajo, da gre za reliktno vrsto, ki se je ohranila le na Vremščici, kjer hladni celinski vetrovi preprečujejo uspevanje gozda. V Sloveniji živi še ena vrsta tega rodu, Schmidtov dvoličnik, ki pa ima alpsko razširjenost in Saulijevemu ni bližnje sorodna.